# Micropterix igaloensis
Micropterix igaloensis és una espècie d'arna de la família Micropterigidae. Va ser descrita per Amsel, l'any 1951.
És una espècie endèmica de Montenegro.
té una envergadura de 4mm.